# Cziglédy Albert
Cziglédy Albert, más írásmóddal Czeglédy (? – 1643. november 20.) pécsi püspök 1642-től haláláig.
Cziglédy Albert 1638-ban egri kanonok volt, 1638-tól 1643-ig (?) nagyprépostként működött. 1642 őszén pécsi címzetes püspökké választották, nem méltóságában történő megerősítése előtt, már 1643-ban el is hunyt. Halála évében ugyankkor tapocai apát is lett. Püspöki utóda Szelepcsényi György volt.